# Baloncesto Superior Nacional 2002
La Baloncesto Superior Nacional 2002 è stata la 73ª edizione della Baloncesto Superior Nacional, la massima lega di basket portoricana.

## Squadre partecipanti
- Atl. de San Germán
- Cang. de Santurce
- Cap. de Arecibo
- Criollos de Caguas
- Gallitos de Isabela
- Gig. de Carolina
- Indios Mayagüez
- Leones de Ponce
- Marat. de Coamo
- Piratas de Queb.
- Titanes de Morovis
- Toritos de Cayey
- Vaq. de Bayamón

## Regular Season

### Raul Feliciano Conference
|    | Squadra            | G  | V  | P  |
| -- | ------------------ | -- | -- | -- |
| 1. | Cang. de Santurce  | 30 | 26 | 4  |
| 2. | Vaq. de Bayamón    | 30 | 18 | 12 |
| 3. | Cap. de Arecibo    | 30 | 15 | 15 |
| 4. | Criollos de Caguas | 30 | 14 | 16 |
| 5. | Titanes de Morovis | 30 | 10 | 20 |
| 6. | Toritos de Cayey   | 30 | 7  | 23 |
| 7. | Gig. de Carolina   | 30 | 5  | 25 |

### Juan Vicens Conference
|    | Squadra             | G  | V  | P  |
| -- | ------------------- | -- | -- | -- |
| 1. | Leones de Ponce     | 30 | 24 | 6  |
| 2. | Piratas de Queb.    | 30 | 23 | 7  |
| 3. | Indios Mayagüez     | 30 | 18 | 12 |
| 4. | Atl. de San Germán  | 30 | 15 | 15 |
| 5. | Marat. de Coamo     | 30 | 14 | 16 |
| 6. | Gallitos de Isabela | 30 | 6  | 24 |

## Vincitore
| Campione BSN 2002            |
| ---------------------------- |
| Leones de Ponce (11° titolo) |

## Statistiche
| Categoria         | Giocatore      | Squadra                 | Stat |
| ----------------- | -------------- | ----------------------- | ---- |
| Punti per gara    | Larry Ayuso    | Atleticos de San German | 24,2 |
| Rimbalzi per gara | Nick Davis     | Titanes de Morovis      | 16,3 |
| Assist per gara   | Ricardo Dalmau | Piratas de Quebradillas | 6,8  |